# João Antônio Pimenta
Dom João Antônio Pimenta (Capelinha, 12 de dezembro de  1859 — Montes Claros, 20 de julho de 1943) foi um bispo católico brasileiro. Foi bispo da Diocese de Montes Claros.

## Vida
Dom João Antônio Pimenta nasceu no Arraial de Capelinha, hoje chamado simplesmente de Capelinha, um município de Minas Gerais. Após os estudos feitos em Minas Novas e mais tarde no Colégio do Caraça, matriculou-se em outubro de 1879 no curso de Teologia do Seminário de Diamantina e foi ordenado sacerdote no dia 10 de julho de 1883. Foi nomeado vigário de Capelinha em 1892 e passou a residir em Água Boa com o fim de construir uma igreja. Em 1897, foi removido para a Freguesia de Piedade e, em 1889, foi ocupar a Freguesia de Teófilo Otoni.
Nessa ocasião, Dom João foi agraciado com o título de Camareiro Secretário Supra-Numerário do Papa Leão XIII.

## Episcopado
No dia 21 de fevereiro de 1906, ele foi escolhido como Bispo Coadjutor da Diocese de São Pedro do Rio Grande do Sul, com a sede titular da Pentacomia a 21 de fevereiro de 1906. Dom João foi ordenado bispo em Barreias a 20 de junho de 1906 por Dom Joaquim Silvério de Sousa e, no dia 8 de setembro, fez sua entrada solene em Porto Alegre. Seu lema de vida episcopal era SUB UMBRA ALARUM TUARUM (Sob a sombra de tuas asas).
Durante os cinco anos incompletos que passou no Rio Grande do Sul, Dom João Antônio Pimenta fez a visita canônica a toda a Diocese, cujos limites eram os mesmos do estado.
Em 7 de março de 1911, pela bula Commissum Humilitati Nostrae, de São Pio X, Dom Pimenta foi nomeado bispo da nova diocese de Montes Claros. Em 7 de outubro de 1911, Dom João chegava solenemente à nova cidade episcopal.

## Bispo de Montes Claros
Na Diocese de Montes Claros, Dom João organizou a Câmara Eclesiástica com todo o aparelho necessário, criou quatro novas freguesias: Santa Cruz de Morrinhos em 18 de dezembro de 1913, São Sebastião de Bela Vista, em 28 de janeiro de 1914, São João do Paraíso, em 10 de novembro de 1914 e Nossa Senhora da Extrema, em 8 de outubro de 1919 e reorganizou quatro freguesias: Sant’Ana de Vila Brasília, Brejo das Almas, Santo Antônio de Gorutuba e Bocaiúva.
O primeiro bispo da Diocese de Montes Claros reforçou o clero diocesano com a entrada de 13 sacerdotes, sendo seis portugueses, três italianos, três belgas e um polonês. Em 1914, mandou construir o Palácio Diocesano. A instalação de uma capela episcopal, intitulada Nossa Senhora de Lourdes, numa dependência do palácio, foi outra obra de Dom João Antônio Pimenta na região.
Dom João chamou para atuarem em sua diocese os padres redentoristas e os padres lazaristas, instituiu os retiros espirituais para o clero na sede da diocese e projetou e deu início à nova catedral.
Dom João Antônio Pimenta morreu com 83 anos, e está sepultado na cripta da Catedral Metropolitana Nossa Senhora Aparecida de Montes Claros.